# Комшев, Атанас
Атанас Славов Комшев (болг. Атанас Славов Комшев); 23 октября 1959, село Деветинци, Бургасская область, Болгария — 12 ноября 1994, София, Болгария — болгарский борец греко-римского стиля, чемпион Олимпийских игр, призёр чемпионатов мира, двукратный чемпион Европы, десятикратный чемпион Болгарии  . Заслуженный мастер спорта Болгарии.

## Биография
Начал заниматься борьбой в возрасте 10 лет и уже будучи подростком, был одним из лучших в своём весе. Занимался в группе Желю Славова. В 1977 году окончил спортивное училище «Стефан Караджа» в Хасково. В 18 лет он пошёл в армию и, соответственно, продолжил тренировки в армейской спортивной школе «Чавдар» при спортивном клубе армии ЦСКА «Септеврийско знаме». В 1977 году стал чемпионом республики среди юношей, год спустя — среди молодёжи.
В 1979 году занял второе место на Балканских играх и был четвёртым на чемпионате мира среди юниоров, выиграл турнир «Дружба». В 1981 году остался 11-м на Гран-при Германии и пятым на чемпионате мира, выиграл турнир Николы Петрова. В 1982 году завоевал «бронзу» на чемпионате Европы и «серебро» на чемпионате мира; 1983 году на обоих чемпионатах завоевал «серебро». В 1984 году стал чемпионом Европы. В 1985 на чемпионате мира был третьим. В 1986 году стал трёхкратным вице-чемпионом мира и двукратным чемпионом Европы. В 1987 году победил на Золотом Гран-при, был третьим на чемпионате мира и вторым — Европы, вторым на Гала Гран-при FILA. В 1988 году был четвёртым на Гала Гран-при FILA.
На Летних Олимпийских играх 1988 года в Сеуле боролся в категории до 90 килограммов (полутяжёлый вес). Участники турнира, числом в 22 человека в категории, были разделены на две группы. За победу в схватках присуждались баллы, от 4 баллов за чистую победу и 0 баллов за чистое поражение. В каждой группе определялись четыре борца с наибольшими баллами (борьба проходила по системе с выбыванием после двух поражений), они разыгрывали между собой места с первое по восьмое. Победители групп встречались в схватке за первое-второе места, занявшие второе место — за третье-четвёртое места и так далее. Атанас Комшев, победив во всех схватках, стал олимпийским чемпионом.
| Круг  | Соперник            | Страна     | Результат | Основание      | Время схватки |
| ----- | ------------------- | ---------- | --------- | -------------- | ------------- |
| 1     | Ясутоси Морияма     | Япония     | Победа    | 2-0 (3 балла)  |               |
| 2     | Самба Адама         | Мавритания | Победа    | Туше (4 балла) | 1:10          |
| 3     | Франц Пичман        | Австрия    | Победа    | 12-2 (3 балла) |               |
| 4     | Кристер Гульден     | Швеция     | Победа    | 4-0 (3 балла)  |               |
| 5     | Георгиос Поикилидис | Греция     | Победа    | 6-3 (3 балла)  |               |
| Финал | Харри Коскела       | Финляндия  | Победа    | 4-0            |               |

В 1989 году на чемпионате мира был только десятым, на чемпионате мира 1991 года, перейдя в тяжёлый вес, был четвёртым. В 1992 году остался восьмым на Гран-при Германии и четвёртым на чемпионате Европы.
На Летних Олимпийских играх 1992 года в Барселоне боролся в категории до 100 килограммов (тяжёлый вес). Участники турнира, числом в 16 человек в категории, были разделены на две группы. Регламент, в основном, остался прежним, только в финальные схватки из группы выходили по пять лучших спортсменов в группе. Проиграв две встречи, Атанас Комшев выбыл из турнира.
| Круг | Соперник          | Страна               | Результат | Основание      | Время схватки |
| ---- | ----------------- | -------------------- | --------- | -------------- | ------------- |
| 1    | Алиун Диуф        | Сенегал              | Победа    | Туше (4 балла) | 1:36          |
| 2    | Сергей Демяшкевич | Объединённая команда | Поражение | 0-4 (0 баллов) |               |
| 3    | Гектор Милиан     | Куба                 | Поражение | 2-8 (0 баллов) |               |

После игр оставил активную спортивную карьеру.
2 ноября 1994 года ехал на автомобиле Saab под управлением друга, из Софии в Варну. Не доезжая 12 километров до Велико-Тырнова, неподалеку от села Пушево, автомобиль, в котором находился борец, столкнулся с грузовиком, гружёным кирпичом. По заключению экспертизы автомобиль двигался со скоростью 113—115 километров в час, Атанас Комшев получил черепно-мозговую травму, травмы грудной клетки и опорно-двигательного аппарата. и после двух операции на головном мозге, 12 ноября 1994 года умер не приходя в сознание. По слухам и мнению некоторых обозревателей, дорожно-транспортное происшествие было подстроено одной из организованных преступных группировок